# Trichoreninus exclamationis
Trichoreninus exclamationis är en skalbaggsart som först beskrevs av August Reichensperger 1931.  Trichoreninus exclamationis ingår i släktet Trichoreninus och familjen stumpbaggar. Inga underarter finns listade i Catalogue of Life.